# Ga Trản Táo
Ga Trảng Táo là một nhà ga xe lửa tại xã Xuân Tâm, huyện Xuân Lộc, tỉnh Đồng Nai. Nhà ga là một điểm trên tuyến đường sắt Bắc Nam nối giữa ga Gia Huynh và ga Gia Ray. Lý trình ga: Km 1619 + 900.